# Kent Robin Tønnesen
Kent Robin Tønnesen (født 1. juni 1991 i Partille, Sverige) er en norsk håndboldspiller, der til dagligt spiller for Veszprém Handball i Ungarn og det norske håndboldlandshold.